# Asemonea tanikawai
Asemonea tanikawai is een spinnensoort in de taxonomische indeling van de springspinnen (Salticidae).
Het dier behoort tot het geslacht Asemonea. De wetenschappelijke naam van de soort werd voor het eerst geldig gepubliceerd in 1996 door Ikeda.